# 菅牟田站
菅牟田站（日语：／ Sugamuta eki */?）是位於福岡縣鞍手郡宮田町（現時：宮若市）磯光，日本國有鐵道（國鐵）宮田線的貨運車站（廢站）。

## 概要
在歷史上，共有兩座菅牟田站。兩座車站都是在宮田線內的貨物支線。當時為了運送來自貝島煤礦的煤炭而開設專用鐵道，而該鐵道連接貨物支線。後來隨著貝島煤礦關閉而把支線也被廢除。
第一代菅牟田站是在1904年（明治37年）啟用，該站是位於磯光站分支（分支點設有號誌站（菅牟田分岔點））出來的支線終點處。當時該站距離起點勝野站2.7英里（營業距離），距離分岔點1.1英里（營業距離）。
在1910年（明治43年），於菅牟田分岔點1.0英里位置設置另一個分支點（第二菅牟田分岔點），分支出來的支線連接第二菅牟田站（該站距離分支點0.4英里）。在1911年（明治44年），第二菅牟田分岔點至菅牟田站（第一代）之間的路線被廢除，同日把第二菅牟田站改名為菅牟田站（第二代）。菅牟田站（第二代）距離磯光站2.2公里（營業距離）。

## 歷史
- 1904年（明治37年）11月25日：菅牟田站（第一代）啟用[1]。該站是貨運車站[1]。
- 1910年（明治43年）10月15日：第二菅牟田站啟用[1]。該站是貨運車站[1]。
- 1911年（明治44年）5月13日：第二菅牟田分支點至菅牟田（第一代）之間廢線，菅牟田站（第一代）被廢除[1]。同時，第二菅牟田站改名為菅牟田站（第二代）[1]。
- 1942年（昭和17年）4月1日：開設小型貨物（只限雜誌）的起卸業務[1]。
- 1943年（昭和18年）6月10日：結束小型貨物的起卸業務[1]。
- 1977年（昭和52年）7月10日：磯光站至此站（第二代）之間的貨物支線廢除，此站也被廢除[1]。

## 相鄰車站
日本國有鐵道
宮田線貨物支線
（貨）新菅牟田－（貨）菅牟田

## 注腳
1. 1 2 3 4 5 6 7 8 9 10 11 12 13  石野哲 (编).  初版. JTB. 1998-10-01: 797-798. ISBN 978-4-533-02980-6 （日语）.

## 相關項目
- 日本鐵路車站列表 Su